# Acer caesium
Acer caesium là một loài thực vật có hoa trong họ Bồ hòn. Loài này được Wall. ex Brandis mô tả khoa học đầu tiên năm 1874.